# Henia bicarinata
Henia bicarinata is een duizendpotensoort uit de familie van de Dignathodontidae. De wetenschappelijke naam van de soort is voor het eerst geldig gepubliceerd in 1870 door Meinert.